# Classic Rock
Classic Rock é uma revista mensal inglesa sobre rock e heavy metal, pertencente ao grupo TeamRock, que também publica a Metal Hammer e a Prog. É hoje uma das revistas que mais vende no país. Anteriormente, pertencia à Future, mas foi comprada pela TeamRock em 2013. Malcolm Dome e Joel McIver estão entre seus colaboradores.